# Президентские выборы в Аргентине (1860)
Третьи в истории Аргентины президентские выборы состоялись 5 марта 1860 года. Победу на них одержал федералист профессор Сантьяго Дерки, бывший министр юстиции. Два года спустя Дерки был отстранён от власти в результате поражения Аргентинской Конфедерации в битве при Павоне в 1861 году от рук армии государства Буэнос-Айрес под командованием Бартоломе Митре.

## История
Выборы проводились в соответствии с Законом о выборах № 207, который сохранял в силе режим «открытого голосования», который исторически характеризовался массовыми фальсификациями, насилием, покупкой голосов и низким уровнем участия избирателей, без допуска женщин, которые не имели права голосовать или быть избранным. Только 1 % населения участвовал на голосовании. Согласно конституции выборы президента и вице-президента должны были проводиться косвенно и раздельно, делегируя окончательные выборы каждого из них провинциальным коллегиям выборщиков, выбранных на первичных выборах по системе полных списков, при этом в каждом избирательном округе избираются кандидаты, набравшие наибольшее количество голосов.
Дерки одержал победу в провинциях Катамарка, Корриентес, Энтре-Риос, Ла-Риоха, Мендоса, Сальта, Сан-Хуан, Сан-Луис и Санта-Фе. Его основной соперник, унитарист Мариано Фрагейро, одержал победу в провинциях Кордова, Жужуй, Сантьяго-дель-Эстеро и Тукумане. Буэнос-Айрес также не участвовал в выборах, поскольку не был частью Конфедерации.
На выборах вице-президента ни один кандидат не сумел получить 50 % голосов в коллегии выборщиков, поэтому Национальный конгресс сам выбрал вице-президента из двух кандидатов, набравших наибольшее количество голосов.
Из 1 128 000 избирателей в голосовании приняли участие 12 800 человек. Всего было избрано 125 выборщиков. 20 ноября 1853 года выборщики встретились и отправили свои голоса в Конгресс. 20 февраля 1854 года Конгресс провёл голосование и провозгласил профессор Сантьяго Дерки президентом, а генерала Хуана Эстебана Педернера вице-президентом.

## Итоги голосования
| Кандидат | Кандидат                     | Партия      | Выборщики | %     |
| -------- | ---------------------------- | ----------- | --------- | ----- |
|          | Сантьяго Дерки               | Федералист  | 72        | 57,60 |
|          | Мариано Фрагейро             | Унитарист   | 46        | 36,80 |
|          | Сальвадор Мария дель Карриль | Унитарист   | 4         | 3,20  |
|          | Хуан Баутиста Альберди       | Независимый | 1         | 0,80  |
|          | Томас Гидо                   | Независимый | 1         | 0,80  |
| Всего    | Всего                        | Всего       | 125       | 100   |